# Tricentra necula
Tricentra necula là một loài bướm đêm trong họ Geometridae.